# ルース・クロフォード＝シーガー

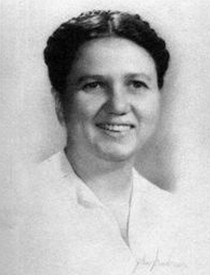
ルース・クロフォード＝シーガー

ルース・クロフォード＝シーガー（Ruth Crawford Seeger, 1901年7月3日 - 1953年11月18日）は、アメリカ合衆国の女性作曲家。本名はルース・ポーター・クロフォード（Ruth Porter Crawford）。オハイオ州イースト・リヴァプール出身。1920年代にチャールズ・アイヴズの周辺に集まった作曲家の一人。1920年代初頭にスクリャービンの影響を受け、1930年代には新ウィーン楽派に感化されたポリフォニックな無調音楽を手懸けるとともに、指導者から夫となったチャールズ・シーガーの不協和対位法にも影響され、独自の手法を培った。
母親にピアノの手ほどきを受けた後、スクリャービンの薫陶を受けたカナダ人女性ピアニスト、ジャーヌ・ラヴォワ＝エルツ（Djane Lavoie Herz）に師事。アドルフ・ヴァイディヒとチャールズ・シーガーに作曲を師事。1930年に、女性作曲家としては初めてグッゲンハイム奨学金を給付され、ベルリンに留学。
1932年にシーガーと結婚して、クロフォード＝シーガーとなる。大恐慌中に極左的な政治信念を抱いて、民族音楽学の研究や、ロマックス兄弟らのための民謡の採譜に勤しむかたわら、育児を続けた。長男ピート（夫チャールズの連れ子）、次男マイケル、長女ペギー・バーバラもそれぞれ音楽家となり、フォークソングの世界で活躍した。1936年に家族を挙げてワシントンD.C.に移り、米国議会図書館に奉職してロマックス兄弟のために民謡集『我らが歌の国 Our Singing Country』『アメリカ民謡 Folk Song USA』を編纂。クロフォード＝シーガー自身の曲集『アメリカ童謡集 American Folk Songs for Children』は1948年に刊行された。この時期には、アメリカ民謡《リソルティ・ロソルティ Rissolty, Rossolty》を室内オーケストラのために編曲している。
1953年、メリーランド州シェヴィ・チェイスにて癌のため急逝。その直前に完成された《木管五重奏のための組曲 Suite for Wind Quintet》（1952年）では、原点のモダニズム音楽に立ち返っている。
《1931年の弦楽四重奏曲 String Quartet 1931》（トーン・クラスターを用いた緩徐楽章が、後に弦楽合奏のための《アンダンテ》として編曲された）や、合唱曲《2つのリチェルカーレ Two Ricercari》、カール・サンドバーグ歌曲集などがある。サンドバーグは彼女を民謡の世界に導いた人物でもあった。

## 主要作品一覧
- 初期作品
  - ヴァイオリン・ソナタ Sonata for Violin and Piano (1926)
  - ピアノのための9つの前奏曲 Nine Preludes for Piano (1928)
  - カール・サンドバーグの詩による5つの歌曲 Five Songs to Poems by Carl Sandburg (1929)

- 中期作品
  - 入り混じったアクセントによる練習曲 A Piano Study in Mixed Accents (1930)
  - 全音階的組曲 Diaphonic Suites (1930)
  - 弦楽四重奏曲「1931年」 (1931)
  - Rat Riddles (1932)

- 後期作品
  - 木管五重奏のための組曲 Suite for Wind Quintet (1952)